# A Rock
A Rock (englisch für Ein Stein) ist das erste Studioalbum des US-amerikanischen Country-Sängers Hardy. Das Album erschien am 4. September 2020 über Big Loud.

## Entstehung
Das Album entstand während der COVID-19-Pandemie. Da Michael Wilson Hardy wegen des verhängten Lockdowns nicht auf Tournee gehen konnte, fühlte er sich „wieder wie ein Songwriter“, was seine Kreativität antrieb. Für das Album wurden zwölf Lieder geschrieben, wobei Michael Wilson Hardy an jedem Titel beteiligt war. Weitere Autoren waren Ben Johnson, Hunter Phelps, Zach Abend, Andy Albert, Ashley Gorley, David Garcia, Hillary Lindsey, Jessie Jo Dillon, Jake Mitchell, Mark Holman, Brett Tyler, Smith Ahnquist und Nick Donley. Das Lied One Beer wurde bereits im Jahre 2019 auf seinem Mixtape Hixtape, Vol. 1 veröffentlicht. Produziert wurde das Album von Joey Moi und den Co-Produzenten Derek Wells, David Garcia und Jake Mitchell. Aufgrund von Restriktionen befanden sich Hardy und die Produzenten nur sehr selten gemeinsam im Studio. Als Gastsänger sind Lauren Alaina, Devin Dawson und Ashland Craft zu hören. Musikvideos wurden für die Lieder One Beer, Give Heaven Some Hell und dem Titellied A Rock veröffentlicht. Das Albumcover zeigt ein Portraitbild von Hardy vor einem grünen Hintergrund. Seine rechte Gesichtshälfte ist im Schatten.

## Hintergrund
Gegenüber dem Onlinemagazin Taste of Country erwähnte Michael Wilson Hardy, dass er sein Debütalbum „nicht mit allzu anstößigen Country-Songs füllen“ will. Er mag zwar solche Lieder, allerdings will er die Leute wissen lassen, dass er ein wenig mehr zu sagen hat. Viele der Lieder sind einschneidenden Momenten im Leben eines Menschen gewidmet. Alle Songtitel sind in Versalien geschrieben.
Der Titel Boyfriend bezieht sich auf Hardys damalige Freundin und heutige Ehefrau Caleigh Ryan. Hardy schrieb das Lied nach einem Gespräch mit ihr während eines gemeinsamen Urlaubs in Florida und spricht davon, nicht mehr ihr Freund sein zu wollen, sondern ihr Ehemann. Das Paar heiratete im Oktober 2022. Give Heaven Some Hell wurde als Ode an die Freundschaft und den vorzeitigen Tod eines geliebten Mitmenschen beschrieben. Der Titel des Liedes war ursprünglich die letzte Zeile des Liedes Truck. Jedoch wollten Hardy und seine beiden Co-Autoren Hunter Phelps und Ben Johnson diese Idee „nicht als eine Zeile in einem Lied verschwenden“. Das Lied Drink One for Me auf Hardys zweitem Studioalbum The Mockingbird & The Crow bezieht sich auf Give Heaven Some Hell.
Das Lied Boots handelt vom Ende einer Beziehung. Der Mann hat seinen Koffer bereits gepackt und ist bereit zu gehen. Er wacht eines Morgens auf und hat seine Schuhe bereits an. One Beer handelt von einem jungen Paar, bei dem die Frau ungewollt früh schwanger wird und sich später um das Kind kümmert. Die Eltern wundern sich, was „ein Bier machen kann“. In dem Musikvideo wird die Geschichte weitererzählt. Das Kind arbeitet als Erwachsener als Feuerwehrmann und rettet seiner Mutter das Leben, als das Elternhaus abbrennt. Das Titellied A Rock wäre ein Lied für jeden Moment und jeden Abschnitt im Leben. Michael Wilson Hardy beschrieb das Titellied als sein Leben als Lied, insbesondere die Zeit, nach dem er nach Nashville zog. Mit dem namensgebenden Stein ist ein Grabstein gemeint.

## Rezensionen
Pip Ellwood-Hughes vom Onlinemagazin Entertainment Focus schrieb, dass „jeder Song des Albums eine Single sein könne“. A Rock präsentiert Hardys Talent „als Songwriter und Künstler“ und wird ihn „definitiv auf dem Radar von mehr Menschen bringen“. Franz-Karl Opitz vom Onlinemagazin Country.de beschrieb A Rock als „großartiges, kurzweiliges Album mit starken Songs“. Stephen Thomas Erlewine vom Onlinemagazin Allmusic beschrieb A Rock als hyperstilisierte und hyperaggressive Version der kommerziellen Country-Musik an der Morgendämmerung der 2020er Jahre. Allerdings fühlt sich das Album auch etwas altmodisch an, da ein blindes Vertrauen auf Melodien von B-Seiten von Florida Georgia Line vorherrscht.

## Kommerzieller Erfolg

### Chartplatzierungen
| ChartsChartplatzierungen               | Höchstplatzierung | Wochen |
| -------------------------------------- | ----------------- | ------ |
| Vereinigte Staaten (Billboard)         | 24 (19 Wo.)       | 19     |
| Vereinigte Staaten (Billboard Country) | 4 (170 Wo.)       | 170    |

### Auszeichnungen für Musikverkäufe
| Land/Region               | Auszeichnungen für Musikverkäufe (Land/Region, Auszeichnung, Verkäufe) | Verkäufe  |
| ------------------------- | ---------------------------------------------------------------------- | --------- |
| Kanada (MC)               | Gold                                                                   | 40.000    |
| Vereinigte Staaten (RIAA) | Platin                                                                 | 1.000.000 |
| Insgesamt                 | 1× Gold · 1× Platin ·                                                  | 1.040.000 |